# Hochstaufen
Hochstaufen er et bjerg nord for Bad Reichenhall (i landkreis Berchtesgadener Land), og det østligste bjerg i Chiemgauer Alpen i Bayern i Tyskland med en højde på 1.771 meter over havet. Bjerget høret til Staufen-massivet og er et populært sted for bjergbestigning.
I 1600-tallet var der minedrift ved Hochstaufen. Den mest kendte grubegang var Doktor-Oswald-Stollen, kun 60 meter nedenfor toppen.
I en højde på 1.750 meter ligger bjerghytten Reichenhaller Haus.